# Ruth Hieronymi
Ruth Hieronymi, née le 8 novembre 1947 à Bonn et morte le 30 avril 2025, est une femme politique allemande.
Membre de l'Union chrétienne-démocrate d'Allemagne, elle est députée européenne de 1999 à 2009. 